# Дославянская Болгария
Дославянская Болгария — история территорий нынешней Болгарии до славянской колонизации Балкан в VI—VIII веках.

## Предыстория

### Палеолит
В пещере Козарника вскрыт геологический слой, содержащий (снизу вверх) археологические комплексы раннего (нижнего) палеолита (слои 13-11а), среднего палеолита (слои 10б-9а), раннего верхнего палеолита (слой 6/7), последовательность оригинальной палеолитической пластинчатой индустрии с подкладными изделиями, которую назвали Козарникской (слои 5с-3а).
Отложения раннего этапа верхнего палеолита найдены в пещерах Бачо Киро и Темната дупка. В пещере Бачо Киро найдены останки людей, датируемые возрастом около 45 820—43 650 лет назад. Анализ белковых последовательностей (протеом) костных останков методом масс-спектрометрии показал, что они принадлежат человеку разумному. У образцов ВВ7-240 и CC7-335 возрастом более 45 тыс. л. н. генетики определили митохондриальную гаплогруппу N и Y-хромосомную гаплогруппу C1 (C-F3393). У образца CC7-2289 (ок. 44 тыс. л. н.) определили митохондриальную гаплогруппу R. У образцов AA7-738 (ок. 43,5 тыс. л. н.) и F6-620 (44180—42450 лет до н. э.) определили митохондриальную гаплогруппу M. У образца F6-620 определили Y-хромосомную гаплогруппу F (F-M89). У образца BK-1653 возрастом ок. 34,5 тыс. л. н. определили митохондриальную гаплогруппу U8. Геномы ранних образцов из Бачо Киро возрастом 42580—45930 л. н. (IUP Bacho Kiro) отдалённо связаны с 40 тысячелетним человеком из пещеры Тяньюань в Китае, в меньшей степени с GoyetQ116-1 из Бельгии и усть-ишимским человеком, а также с другими древними и современными геномами восточноазиатов и коренных американцев. Они имеют в своей ДНК от 3 % до 3,8 % примеси от неандертальцев, появившейся в результате скрещивания шестью или семью поколениями ранее. Это говорит о том, что IUP Bacho Kiro произошли от древней популяции, которая когда-то распространилась по всей Евразии, но в Европе её потомки вымерли. Более поздние особи из пещеры Бачо Киро (BK1653) были ближе к современным европейским популяциям, чем к современным азиатским.
В пещере Козарника близ села Гара-Орешец на восьмисантиметровой кости древнего животного, относящегося к жвачным млекопитающим, антропологи из Института доисторической эпохи и геологии четвертичного периода при университете Бордо обнаружили выгравированные символы — ряд параллельных царапин. На другой кости, найденной в том же месте, вдоль края нанесены 27 насечек.

### Неолит

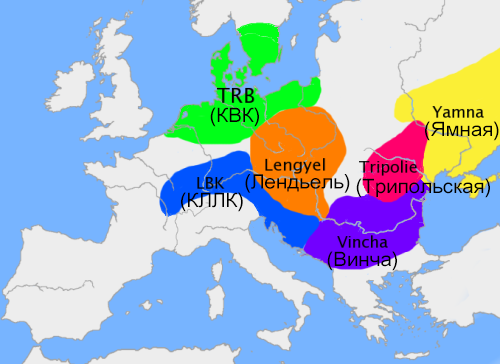
Распространение культуры Винча (фиолетовый) на территории Болгарии в эпоху неолита

Неолит наступил на территории Болгарии в 6 тыс. до н. э. и представлен культурами расписной керамики — Караново (локальный вариант общебалканской Старчево-кришской культуры), Винча, Боян, Гумельница. По мнению М. Гимбутас, древние земледельцы поклонялись Богине-Матери.
Могильник Малык Преславец — единственный известный ранненеолитический погребальный комплекс 6 тыс. до н. э. на Балканах. В могильнике Малык Преславец процент девиантных погребений очень высок — две трети из 12 погребений. То, что погребения из Малык Преславец являются неполными в результате некоторых осознанных действий, подтверждается отсутствием различных частей тела в захоронениях — в 4 непотревоженных комплексах отсутствуют черепа, ещё в 4 наблюдается отсутствие частей посткраниального скелета. Более того, инвентарь обнаружен лишь в девиантных погребальных комплексах. В Малык Преславец, Дзулюнице и Яблоково определены Y-хромосомные гаплогруппы C, G2a2a1a2a, G2a2b2a, G2a2b2b1a, T1a1a и митохондриальные гаплогруппы J1c, J2b1, H, H5b, T2b, T2e, U5a1c, U5a2, K1a4b.
Наиболее ранние жилища в Болгарии — неолитические жилища в Старой Загоре (Музей «Неолитические жилища») датируются около 6000 г. до н. э. Это одни из наиболее древних сохранившихся в мире строений, наряду с такими, как здания в Гёбекли-Тепе или в Хирокитии.
К концу неолита культуры Хаманджия и Винча занимали территории современной Болгарии, южной Румынии и восточной Сербии.
Керамическая плитка 6-го тысячелетия до н. э. с, возможно, самой старой в мире доалфавитной письменностью была найдена на неолитическом поселении близ Нова-Загоры.
К ранним этапам поздненеолитической культуры Хаманджия (середина 6 — первая половина 5 тыс. до н. э.) относится поселение Дуранкулак-Блатница на западном берегу озера Дуранкулак.
К середине 6 тысячелетия до н. э. относится появление одного из самых ранних городских поселений в Европе — доисторического города Провадия-Солницата. На его территории обнаружены остатки двухэтажных домов, культовых сооружений и высоких оборонительных стен. Городище представляло собой крупный центр производства поваренной соли; здесь найдены самые древние солеварни на территории Европы и Передней Азии. К концу 5 тысячелетия до н. э. производство поваренной соли в Провадия-Солницата достигло промышленных масштабов, увеличившись до 4—5 тонн.

### Энеолит
Возле деревни Юнаците халколитическое поселение Телль Юнаците было разрушено жестоким нападением. Люди, находившиеся внутри (в основном дети, пожилые мужчины и женщины), были убиты. Среди обломков сгоревших жилищ были найдены скелеты со следами насильственной смерти. У образца YUN049 была обнаружена Y-хромосомная гаплогруппа H2.
Энеолитическая варненская культура (5000 г. до н. э.) является первой в Европе цивилизацией с развитой социальной стратификацией и иерархией. У представителей культуры Варна определены Y-хромосомные гаплогруппы R1, G2, G2a2b2b и CT.
В конце 1970-х обнаружен Варненский некрополь, игравший важную роль для этой цивилизации. Он чрезвычайно богат золотыми изделиями и другими артефактами, относящимися к периоду 4600-4200 гг. до н. э. У образца ANI152 определена Y-хромосомная гаплогруппа T.
Культура Караново (не путать с одноимённой неолитической) развилась одновременно с культурой Варна, и её культурные слои являются определяющими для стратиграфии всего балканского региона.
Обнаруженная в общине Долна Митрополия при раскопках на краю плевенской деревни Рибен глиняная плитка с письменные знаками-пиктограммами датируется возрастом 5000 лет до нашей эры. Холм в местности Градиште является насыпью поселения, был заселён 7 тыс. лет назад, с 6 периодами строительства, той неолитической цивилизацией из Анатолии, которая принесла в эти земли земледелие и животноводство.
В селе Градешница (община Криводол) на северо-западе Болгарии была найдена глиняная плитка с узкими рядами символов, датируемая началом 5-го тысячелетия до н. э. (Градешница является эпонимом для местного варианта археологической культуры Винча). Артефакт представляет собой вогнутую плитку или плоский горшок с прямоугольным основанием. С обеих сторон просверлены отверстия. С вогнутой стороны вырезаны символы, организованные рядами, а с другой — стилизованное изображение человеческой фигуры в молитвенной позе, окруженной орнаментами.
Глиняная табличка из города Быта, покрытая гравировкой, которая, по мнению археологов, является протописьменностью, датируется возрастом около 5000 лет до нашей эры.
В IV тыс. до н. э. территория Болгарии испытывает нашествие носителей среднестоговской культуры, в которой исследователи склонны видеть предков хеттов.
В III тыс. до н. э. с севера появляется новая волна индоевропейских завоевателей ямной культуры, которые рассматриваются как предки фракийцев. У ямника из Mednikarovo определена Y-хромосомная гаплогруппа I2a2a1b1b.

### Бронзовый век

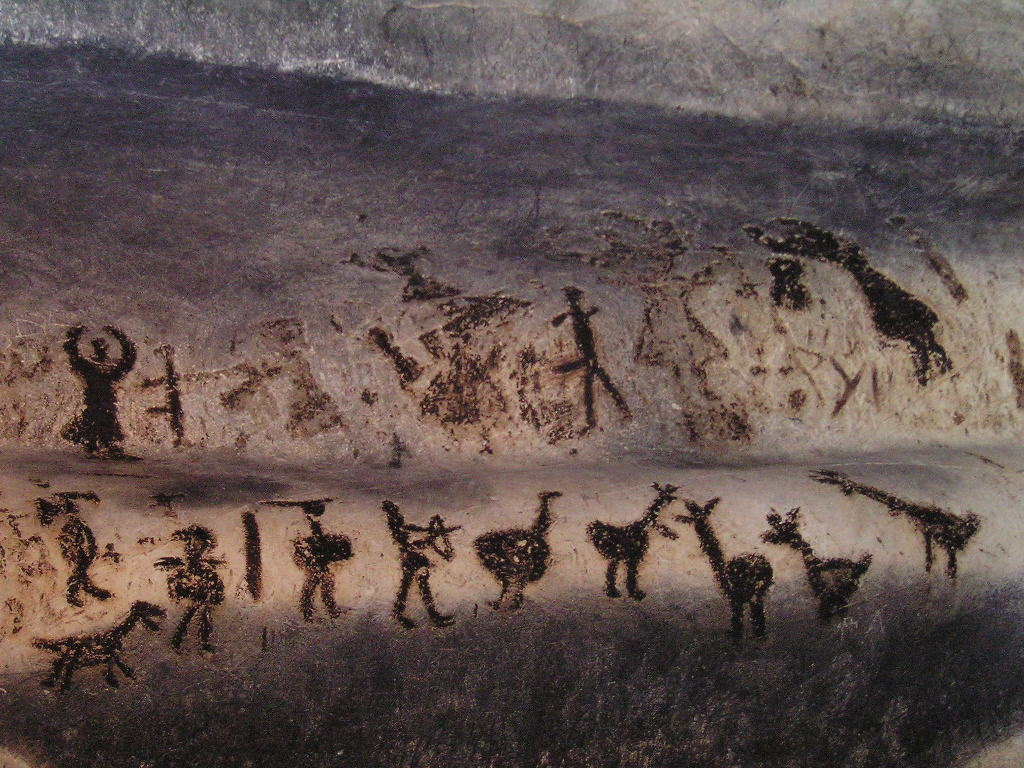
Рисунки в пещере Магура

Одни из самых ранних свидетельств культивации винограда и одомашнивания скота связаны с езерской культурой бронзового века. Примерно к той же эпохе относятся рисунки из пещеры Магура. В дальнейшем езерская культура мигрировала на восток, она весьма сходна с культурой Троя I.

## Железный век
В I тыс. до н. э. основным населением Болгарии становятся фракийцы.
В VII веке до н. э. под натиском скифов из украинских степей (половецкая степь) в Болгарию переселяются киммерийцы или племена чернолесской культуры, что фиксируется в кладе Волчетрына

## От античности до раннего средневековья

### Одрисское царство

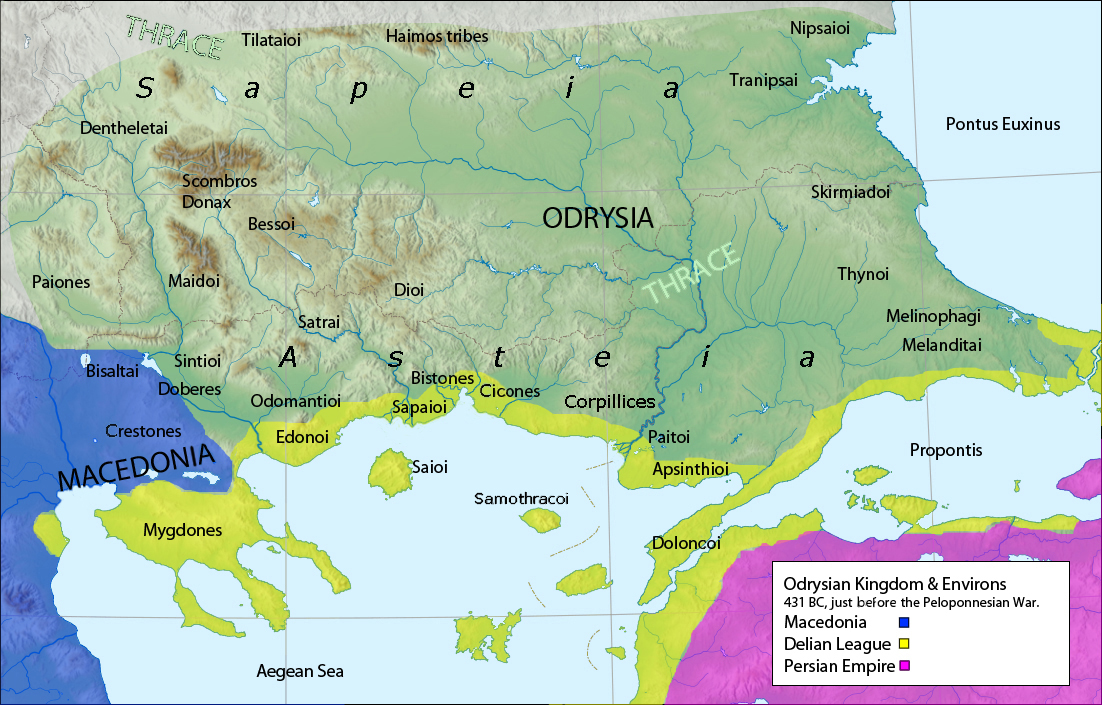
Одрисское царство IV век до н. э.

В V веке до н. э. восточную Болгарию захватили персы и включили в состав своей империи. После их ухода фракийцы создали Одрисское царство со столицей в Севтополисе. На этом этапе фракийцы достигли уровня городской цивилизации. Известны такие фракийские города как Сердика и Эумолпиас, которые не потеряли своего значения до настоящего времени. Фракийцы умели изготавливать металлические клинки и четырёхколесные колесницы Однако конфликты с греческими колониями на черноморском побережье вызвали в IV веке до н. э. длительную войну, которая ослабила Одрисское царство и сделала его легкой добычей македонян. Однако одрисские цари сохраняли автономию вплоть до прихода римлян.

### Римская Фракия
На территории Болгарии возникли две римские провинции Фракия (46 год) и Мёзия.
В 250 году на территорию Болгарии вторглось огромное «скифо-сарматское войско», однако оно было отражено императором Децием
В 376 году на территории Болгарии были поселены спасающиеся от гуннов готы. Римская благожелательность объяснялась тем, что готы к этому времени уже приняли христианство. Однако в 377 году они подняли антиримское восстание под предводительством Фритегерна, к которому присоединяются фракийские горнорабочие. В 378 году готы наносят поражение армии самого императора Валента.

### Великое переселение народов

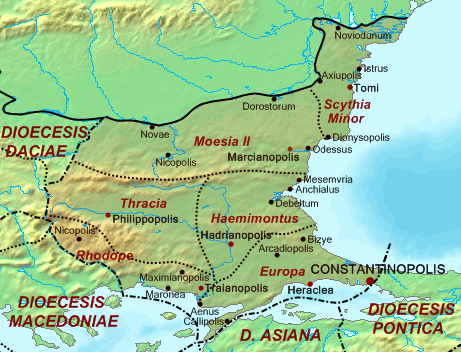
Византийский диоцез Фракия (400 год)

В 441 году край испытал нашествие гуннов.
В 592 году на территорию Болгарии вторглись авары. Во второй половине шестого и начале седьмого века анты начали рассеиваться во Фракии к югу от Дуная.